# بارك غودوين
بارك غودوين (بالإنجليزية: Parke Godwin)‏ (28 يناير 1929، نيويورك في الولايات المتحدة - 19 يونيو 2013، أوبورن في الولايات المتحدة)؛ كاتب وروائي أمريكي.